# Humongous
Humongous é um filme canadense de terror lançado em 1982. É considerado às vezes como do sub-gênero slasher. É tido como um dos piores filmes do gênero. Foi lançado no Brasil em fita VHS. Dirigido pelo inglês Paul Lynch, o mesmo responsável pelo hoje cult Prom Night (1980). Foi filmado na província de Ontário. 

## Sinopse
Em 1946, uma mulher é estuprada numa ilha e seus cães de estimação matam o estuprador logo depois disso.
Passados 36 anos, um grupo de jovens, devido a um acidente com a embarcação em que estavam, vão parar na tal ilha, que está cheia de esqueletos de cães espalhados por toda parte. E que agora é habitada por um homem enorme e bestial, que persegue e ataca os jovens na ilha. Sem poder fugir, pois o barco afundou, alguns dos garotos chegam até um casarão abandonado na floresta da ilha, onde descobrem o esqueleto de uma velha e o diário dela.
Depois de ler as anotações confusas do diário, eles entendem que a tal velha (a mesma mulher que foi estuprada no início do filme) viveu reclusa por décadas lá, pretendendo esconder seu filho demente e deformado, supostamente nascido do estupro que ela sofreu.
Como a maioria dos slashers, esse termina com o vilão, depois de ter matado todos os demais personagens, tendo uma luta final contra a mocinha do grupo e sendo morto por ela.

## Elenco
- Janet Julian	 ...	Sandy Ralston
- David Wallace	 ...	Eric Simmons
- John Wildman	 ...	Nick Simmons
- Janit Baldwin	 ...	Carla Simmons
- Joy Boushel	 ...	Donna Blake
- Layne Coleman	 ...	Bert Defoe (como Lane Coleman)
- Shay Garner	 ...	Ida Parsons
- Page Fletcher	 ...	Tom Rice
- John McFadyen	 ...	Ed Parsons
- Garry Robbins	 ...	filho de Ida
- Mary Sullivan	 ...	Ida adolescente